# غوييرمو فارينياس
غيليرمو فاريناس هرنانديز (3 يناير 1962) صحفي ومنشق سياسي كوبي وطبيب متخصص في علم النفس حصل على جائزة سخاروف لحرية الفكر عام 2010.

## روابط خارجية
- غوييرمو فارينياس على موقع مونزينجر (الألمانية)